# Gammarus monspeliensis
Gammarus monspeliensis is een vlokreeftensoort uit de familie van de Gammaridae. De wetenschappelijke naam van de soort is voor het eerst geldig gepubliceerd in 1972 door Pinkster.
Mannelijke exemplaren van G. monspeliensis kunnen 21 mm groot worden, vrouwtjes blijven wat kleiner. De dieren zijn groenachtig van kleur vaak met heldere banden. Het verspreidingsgebied van de soort is beperkt tot de bovenlopen van de rivier de Lez in het departement Hérault bij Montpellier in Frankrijk. De rivier bevat hier een grote hoeveelheid calcium-ionen. G. monspeliensis  wordt gevonden onder stenen en tussen de vegetatie, altijd samen met Echinogammarus thoni (Schäferna), een soort die ook wordt gekenmerkt door de aanwezigheid van dorsale bulten.